# Гурайт, Павол
Павол Гурайт (словац. Pavol Hurajt; род. 4 февраля 1978, Попрад, Восточно-Словацкая область, ЧССР) — первый словацкий биатлонист, которому удалось занять места на подиумах соревнований этапов Кубка мира. Серебряный призёр Олимпийских игр 2010 года в масс-старте.
Завершил карьеру 13 февраля 2014 года.

## Биография

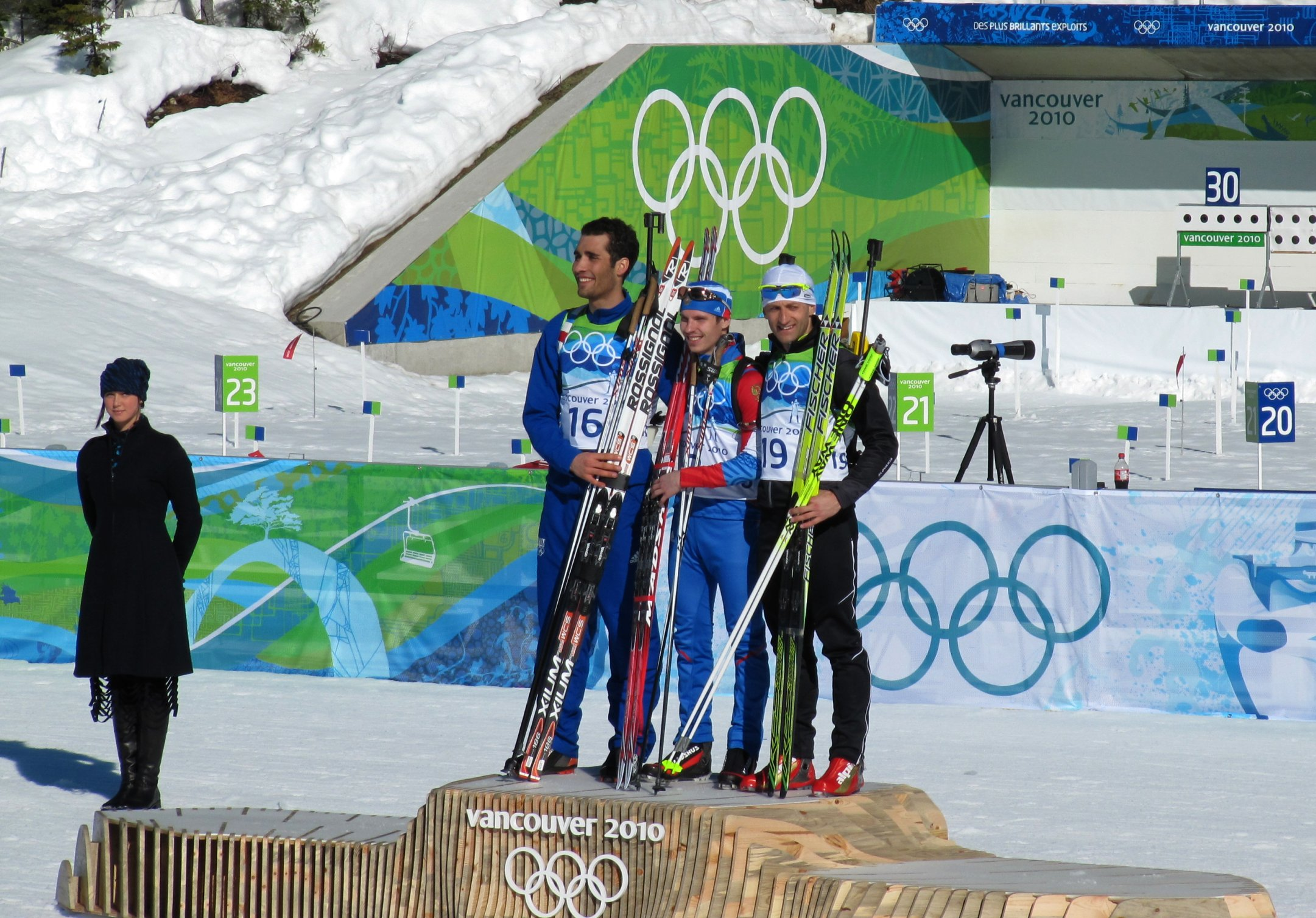
Гурайт (справа) на олимпийском пьедестале после масс-старта на Играх 2010 года

Павол Гурайт начал свою карьеру как лыжник, однако в 1999 году перешёл в биатлон когда ему уже было в 21 год. В дебютном сезоне ему удалось выйти на несколько стартов Кубка мира и принять участие в чемпионате Европы. 
Постоянно совершенствуясь, Гурайт улучшал свои результаты год от года, и уже стабильно входил в состав основной сборной команды Словакии по биатлону. Наиболее успешным для Павола стал сезон 2003/04: он стал третьим в гонке преследования и в спринте на этапах Кубка мира в 2003—2004 в Брезно-Осрблье и Форт-Кенте. По итогам сезона он занял девятнадцатое место в общем зачёте Кубка мира. Удержать столь высокие для словацкого биатлона позиции Павлу Гурайту не удалось и, в дальнейшем, его результаты пошли на спад. В середине сезона 2009—2010 результаты Гурайта стали вновь начали улучшаться: он, в частности, занял 5-е место в индивидуальной гонке на предолимпийском этапе в Антерсельве. 
На Олимпиаде в Ванкувере он в первой же гонке — спринте на 10 км — попал в десятку, в преследовании стал 16-м, в индивидуальной гонке — 5-м, таким образом квалифицировавшись в масс-старт, в котором завоевал бронзовую медаль, не сделав ни одного промаха на огневых рубежах (в 2025 году в результате дисквалификации чемпиона Евгения Устюгова Гурайт поднялся на второе место). Гурайт является третьим призёром зимних Олимпиад за всю историю независимой Словакии.

## Участие на крупных турнирах

### Участие на Олимпийских играх
| Год  | Место проведения | ИГ | СП | ПР | МС | ЭСТ | СмЭ |
| ---- | ---------------- | -- | -- | -- | -- | --- | --- |
| 2006 | Турин            | 29 | 29 | 24 | —  | 14  | N/A |
| 2010 | Ванкувер         | 4  | 7  | 16 | 2  | 15  | N/A |
| 2014 | Сочи             | 28 | 51 | 52 | —  | 12  | 5   |

### Участие на чемпионатах мира
| Год  | Место проведения     | Инд                                                | Спр                                                | Пр                                                 | МС                                                 | Эст                                                | СмЭ |
| ---- | -------------------- | -------------------------------------------------- | -------------------------------------------------- | -------------------------------------------------- | -------------------------------------------------- | -------------------------------------------------- | --- |
| 2000 | Хольменколлен        | 76                                                 | 80                                                 | —                                                  | —                                                  | —                                                  | N/A |
| 2001 | Поклюка              | 74                                                 | 68                                                 | —                                                  | —                                                  | 18                                                 | N/A |
| 2003 | Ханты-Мансийск       | 23                                                 | 19                                                 | 26                                                 | —                                                  | 14                                                 | N/A |
| 2004 | Оберхоф              | 49                                                 | 74                                                 | —                                                  | —                                                  | 10                                                 | N/A |
| 2005 | Хохфильцен           | 83                                                 | 70                                                 | —                                                  | —                                                  | 14                                                 | 16  |
| 2007 | Антхольц-Антерсельва | 38                                                 | 83                                                 | —                                                  | —                                                  | 15                                                 | —   |
| 2008 | Эстерсунд            | 46                                                 | 14                                                 | 20                                                 | 19                                                 | 9                                                  | 14  |
| 2009 | Пхёнчхан             | 40                                                 | 20                                                 | 53                                                 | —                                                  | 12                                                 | 10  |
| 2010 | Ханты-Мансийск       | гонки не проводились в связи с Олимпийскими играми | гонки не проводились в связи с Олимпийскими играми | гонки не проводились в связи с Олимпийскими играми | гонки не проводились в связи с Олимпийскими играми | гонки не проводились в связи с Олимпийскими играми | 13  |
| 2011 | Ханты-Мансийск       | 23                                                 | 96                                                 | —                                                  | —                                                  | 18                                                 | 12  |
| 2012 | Рупольдинг           | 78                                                 | 76                                                 | —                                                  | —                                                  | 12                                                 | —   |
| 2013 | Нове-Место           | 61                                                 | 49                                                 | 37                                                 | —                                                  | 10                                                 | 7   |

## Общий зачёте в Кубке мира
- 2002/03 — 51-е место (49 очков)
- 2003/04 — 19-е место (304 очка)
- 2004/05 — 59-е место (39 очков)
- 2005/06 — 77-е место (11 очков)
- 2007/08 — 56-е место (44 очка)
- 2008/09 — 52-е место (120 очков)
- 2009/10 — 24-е место (362 очка)
- 2010/11 — 48-е место (132 очка)
- 2011/12 — 84-е место (21 очко)
- 2012/13 — 74-е место (34 очка)
- 2013/14 — 69-е место (37 очков)